# Haplochromis crassilabris
Haplochromis crassilabris је зракоперка из реда Perciformes и фамилије Cichlidae. 

## Угроженост
Ова врста се сматра рањивом у погледу угрожености врсте од изумирања.

## Распрострањење
Врста има станиште у Кенији, Танзанији и Уганди.

## Станиште
Станиште врсте су слатководна подручја.